# パーティー・ピープル (ネリーの曲)
「パーティー・ピープル」は、アメリカ合衆国のポップ/R&B歌手ファーギーをゲストに迎えて製作されたアメリカ合衆国のラッパーネリーの楽曲で、ネリーの5作目のスタジオ・アルバム『ブラス・ナックルズ』からのファースト・シングルである。客演で参加したファーギーのソロ・デビューアルバム『プリンセス・ファーギー デラックス・エディション』にも収録されている。この楽曲のプロデュースは、ポロウ・ダ・ドンが担当した。

## 背景
当初、この楽曲はファーギーのソロ・デビューアルバム『プリンセス・ファーギー』のためにポロウ・ダ・ドン（アッシャーの「ラヴ・イン・ディス・クラブ」のヒットメーカーとして知られる）とファーギーらが製作したものであったが、周囲からデビュー作の雰囲気には合わないといった意見が相次いだため、デビュー盤への収録は見送られ、セカンド・アルバムの楽曲としてしばらく寝かせることになった。しかし後にこの楽曲の存在をネリーに発見されてしまっただけでなく、更にネリーがこの楽曲を気に入ってしまい、その結果ポロウは「頂くよ!」と即答したネリーに楽曲を提供した。
この楽曲は、MTV Video Music Awards Japan 2008において世界で初めてライブ披露されたほか、2008年のBETアワードでもライブ・パフォーマンスを披露している。

## ミュージック・ビデオ
この楽曲のミュージック・ビデオは、カリフォルニア州ロサンゼルスで撮影され、監督はマーク・ウェブが担当。また、ポロウ、ケリー・ヒルソン、シアラがカメオ出演している。
ビデオは、2008年4月14日にMTVでプレミア解禁された。

## 収録曲
イギリス CDシングル
1. パーティー・ピープル (Clean)
2. パーティー・ピープル (Explicit)
3. カット・イット・アウト

日本 CDシングル (UICU-5014)
1. パーティー・ピープル
2. パーティー・ピープル（インストゥルメンタル）